# Alkenylowanie
Alkenylowanie, alkenylacja – rodzaj reakcji chemicznej, polegającej na przyłączeniu do związku chemicznego grupy alkenylowej, tj. zawierającej wiązanie podwójne C=C. Alkenylowanie jest ważną metodą tworzenia nowych wiązań węgiel−węgiel, a obecność wiązania podwójnego otwiera wiele możliwości dalszej funkcjonalizacji otrzymanego produktu. Użycie odpowiednich chiralnych katalizatorów pozwala na kontrolę stereochemii reakcji.

## Alkenylowanie ugrupowania karbonylowego
Alkenylacja grupy karbonylowej może służyć do syntezy pochodnych alkoholu allilowego. Reakcja ma charakter addycji nukleofilowej do ugrupowania karbonylowego aldehydu. Zazwyczaj jako nukleofil stosuje się związek metaloorganiczny, np. odczynnik Grignarda lub mniej reaktywny dialkilocynk, R
2Zn, którego użycie pozwala na lepszą kontrolę enancjoselektywności reakcji. Dostosowanie warunków reakcji oraz dodatek odpowiedniego ligandu umożliwia osiągnięcie wysokich wydajności i otrzymanie nadmiarów enancjomerycznych chiralnych drugo- i trzeciorzędowych alkoholi allilowych.
Addycja dialkilocynku do grupy karbonylowej bez dodatku żadnego katalizatora przebiega bardzo wolno ze względu na relatywnie niską reaktywność organicznych związków cynku. Dodatek odpowiedniego ligandu pozwala na zwiększenie szybkość reakcji. Koordynacja atomu cynku umożliwia zmianę geometrii cząsteczki z liniowej na bardziej reaktywną tetraedryczną. Dodatkowo, odpowiednie dopasowanie chiralnego związku jako ligandu pozwala również na uzyskanie nadmiarów enancjomerycznych oczekiwanego produktu. Najczęściej stosowanymi ligandami w tym typie reakcji są aminoalkohole.

## Alkenylowanie ugrupowania iminowego
Alkenylacja ugrupowania iminowego jest jedną z metod otrzymywania allilowych amin.  Opiera się ona na podobnym mechanizmie jak w przypadku alkenylacji związków karbonylowych ze względu na podobieństwo budowy obu grup. Wiązanie podwójne z heteroatomem i stosunkowo duża różnica elektroujemności względem węgla, zarówno atomu tlenu jak i azotu pozwala na addycję nukleofilową i powstanie nowego wiązania C-C. Jednak ze względu na mniejszą reaktywność i trwałość imin, związki te nie są popularnie badane. Mimo to, dzięki podobieństwu do grupy karbonylowej metody alkenylacji tych związków mogą być również z powodzeniem aplikowane do korespondujących odpowiedników zawierających azot.